# 567
| [ Edytuj tabelę ]          |                                             |
| Król Bernicji              | - 560 Adda 568                              |
| Cesarz Bizancjum           | - 565 Justyn II 578                         |
| Król Essexu                | - 527 Aescwine 587                          |
| Król Franków               | - 561 Guntram I 592                         |
| Król Franków w Austrazji   | - 561 Sigebert I 575                        |
| Król Franków w Neustrii    | - 561 Charibert I 567 - 567 Chilperyk I 584 |
| Cesarz Japonii             | - 539 Kinmei 571                            |
| Król Kentu                 | - 560 Ethelbert I 616                       |
| Patriarcha Konstantynopola | - 565 Jan III Scholastyk 577                |
| Władca Korei               | - 559 P’yŏngwŏn 590                         |
| Król Longobardów           | - 565 Alboin 572                            |
| Papież                     | - 561 Jan III 574                           |
| Król Persji                | - 531 Chosrow I 579                         |
| Król Wessexu               | - 560 Ceawlin 592                           |
| Król Wizygotów             | - 554 Atanagild 567 - 567 Liuwa I 568       |

Rok 567 / DLXVII
stulecia: V wiek ~
VI wiek ~
VII wiek

lata: 557 «
562 «
563 «
564 «
565 «
566 «
567
» 568
» 569
» 570
» 571
» 572
» 577

## Wydarzenia

### Według miejsca

#### Europa
- Wojna gepidzko-longobardzka kończy się zwycięstwem połączonych sił Longobardów i Awarów i unicestwieniem Gepidów.
- Sigebert I, król Austrazji, żeni się z Brunhildą, a jego przyrodni brat Chilperyk I poślubia Galswintę; zarówno Brunhilda jak i Galswinta były córkami króla Wizygotów Atanagilda
- Król Charibert I umiera bezpotomnie; jego królestwo (region Neustrii i Akwitanii) jest podzielone pomiędzy jego braci Guntrama, Sigeberta I i Chilperyka I.[1]
- Liuwa I zastępuje swojego poprzednika Atanagilda po trwającym  pięć miesięcy bezkrólewiu i zostaje władcą Wizygotów.[2]

#### Chiny
- Trzy katastrofy Wu: Cesarz Wu Di z Północnej dynastii Zhou inicjuje drugie prześladowania buddystów w Chinach. Te prześladowania trwają do czasu, gdy jego następcą zostaje jego syn, cesarz Xuan.

### Według tematu

#### Religia
- Odbywa się Drugi Synod w Tours. Wydano na nim dekret, iż każdy duchowny znaleziony w łóżku z żoną będzie ekskomunikowany.
- Jan III Scholastyk, Patriarcha Konstantynopola, doprowadził do ugody pomiędzy Chalcedończykami i Monofizytami.

## Urodzili się
- Ingunda, córka króla Franków Sigeberta I i Brunhildy, żona Hermenegilda (data sporna: rok 567 lub 568)

## Zmarli
- 5 czerwca – Teodozjusz I, Patriarcha Aleksandrii
- Atanagild, król Wizygotów[3] (ur. ok. 517)
- Charibert I, dzielnicowy król frankijski z dynastii Merowingów (ur. ok. 517)
- Cissa, król Sussex
- Cunimund, król Gepidów